# 浅草キッド (曲)
「浅草キッド」（あさくさキッド）は、ビートたけしが作詞・作曲・歌唱した楽曲である。1986年8月発売のアルバム『浅草キッド』に収録されている。吉川忠英がアコースティック・ギター演奏と編曲を担当した。

## 解説
曲の構想を持っていたたけしが、映画『夜叉』の福井県でのロケに、当時付き人だったラッシャー板前の代わりに、バックバンドのグレート義太夫を曲作りの補佐兼付き人として帯同させ、ロケ終了後に宿泊先のホテルで完成させた。福井入りの時点で曲はすでに大方出来上がっており、たけしが鼻歌を歌いながら歌詞を紙に書き出し、義太夫がギターで伴奏をつけながら採譜した。
2019年に放送された第70回NHK紅白歌合戦の「夢を歌おう」特別企画にて、たけし自らが歌唱した。

## 舞台のモデル
歌詞の世界はビートきよしとのコンビ「ツービート」結成以前の相方とのエピソードが描かれている。
「仲見世」の「くじら屋」のモデルとなった店舗は実際には仲見世ではなく、たけしが修行を積んだフランス座近隣にあった「一六酒場」である。
歌詞に歌われる「煮込み」とは貧しかった頃のたけしが好んだ安価な「牛もつ煮込み」のことだとされる。※ただし、これは実際には後年に通った店（捕鯨舩）でのエピソードであり、一六酒場の煮込みは当日の仕入れ状況により具材が変わるというたけし自身の証言がある。
「炬燵一つのアパート」とは、捕鯨舩旧店舗北側の言問通りの裏路地に位置し、火災により焼死した師匠深見千三郎の没地でもある「第二松倉荘」である（フランス座を経営する東洋興業が管理していた。当時の社長は松倉久幸）。
「客が二人の演芸場」とは、フランス座と同じ建物内にあった浅草演芸ホールである。なお、この演芸場の二人の客のうちの「一人は俺」と高田文夫は話している。

### 一六酒場
新仲見世通り北側に位置する浅草六区フラワー通り（現浅草六区通り）にあった夫婦で営む居酒屋。店主が呑む金すらない売れない時代のたけしを初めとする浅草の若手芸人達に、独自の「一六賞」などの名目で楽屋に酒を差し入れをするなどして支えていた。他にマルセ太郎などのベテラン芸人も来店していた。「煮込みしかない」わけではなく、ベーコンなど鯨肉が人気メニューであった。後述の捕鯨舩店主は元従業員であり、経営者夫婦の義理の息子（娘の夫）でもある。

### 捕鯨舩モデル説について
曲の背景を取材したテレビのロケやニュース記事では一六酒場のスタイルを模した系列店あるいは後継店といえる「捕鯨舩（捕鯨船）」をモデルの店だと紹介することが多いが誤りである。
捕鯨舩とは、浅草中心地から離れた浅草2丁目北側の旧店舗時代に近所のアパートに住むたけしが常連として訪れていた鯨料理がメインの居酒屋。ツービートが頭角を現した時期と重なる1977年に開業。その後、2000年に一六酒場跡に移転した（そのため2021年上半期頃までの看板では一六を屋号としていた）。
店主の河野通夫（1946年生、名古屋出身）は、大宮敏充が座長のデン助劇団に所属した元役者で、演芸番組『デン助劇場』では、1965年頃までデン助の息子役を演じるほどの若手の有望株であった。その後、破門されて淡九太と「青春コンビ」を組んでいた時期にたけしと接点がある。

## カバー
- 福山雅治（2002年）アルバム『「福山エンヂニヤリング」サウンドトラック The Golden Oldies』収録。※FUKUYAMA ENGINEERING GOLDEN OLDIES CLUB BAND名義。
- ビトタケシ（2009年）シングル『浅草キッド/四谷三丁目』収録[14]。
- 竹原ピストル（2010年）アルバム『BOY』収録。
- マキタスポーツ（2013年）アルバム『推定無罪』収録。
- 青山テルマ&奥田弦（2013年）英語バージョン。ビートたけし監修のオムニバスアルバム『たけしとブルーノート』収録。
- 村上ショージ（2016年）デビューシングル。村上がたけしにカバーの許可を直接問うた際に「勝手に歌えよ、バカヤロー」と返答された[15]。
- 島津亜矢（2017年）アルバム『SINGER 4』収録。
- 菅田将暉×桐谷健太（2017年）映画『火花』主題歌[16]。菅田将暉アルバム『PLAY』収録。
- 上地愛美&DJ SASA（2018年）アルバム『スロー・アイランド』収録。